# 穆隆河
穆隆河（法語：Moulon，法語發音：[mulɔ̃]）是法国中央-盧瓦爾河谷大區谢尔省的河流，是耶夫爾河的右支流，长24.6千米，发源自默讷图萨隆，于布尔日流入耶夫爾河。